# Zdena Kenclová
Zdena Kenclová, též Zdeňka Kenclová (* 9. listopadu 1932), byla česká a československá politička a poúnorová bezpartijní poslankyně Národního shromáždění ČSSR a Sněmovny lidu Federálního shromáždění.

## Biografie
Ve volbách roku 1964 byla zvolena do Národního shromáždění ČSSR za Středočeský kraj jako bezpartijní kandidátka. V Národním shromáždění zasedala až do konce volebního období parlamentu v roce 1968.
K roku 1968 se profesně uvádí jako dělnice z obvodu Dobříš.
Po federalizaci Československa usedla roku 1969 jako bezpartijní do Sněmovny lidu Federálního shromáždění (volební obvod Dobříš), kde setrvala do prosince 1969, kdy rezignovala na poslanecký post.